# 일장기 말소 사건
일장기 말소 사건(日章旗抹消事件)은 1936년 8월 13일자 동아일보의 지방판 조간 2면 및 조선중앙일보의 4면, 다시 동아일보의 8월 25일자 2면에 1936년 베를린 하계 올림픽 남자 마라톤에서 우승한 손기정의 우승 사실을 보도하면서 일장기를 삭제한 사건이다.

## 개요

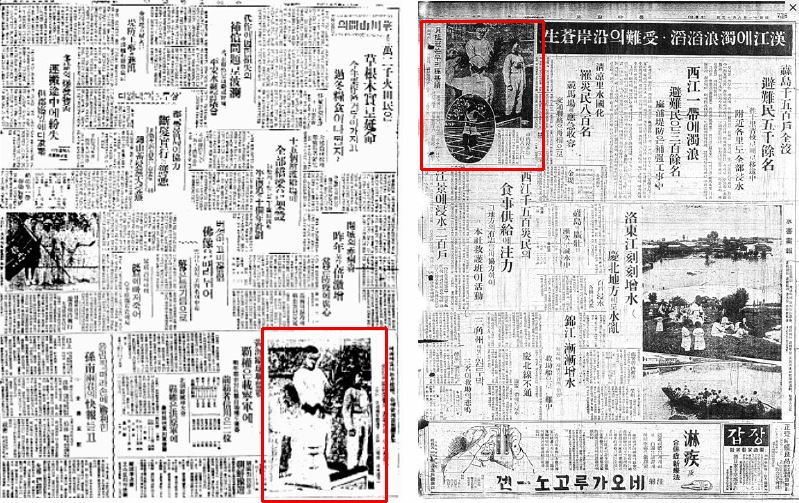
1936년 8월 13일자 조선중앙일보(좌) 4면 기사와 동아일보(우)의 지방판 조간 2면 기사

당시 조선중앙일보 사장이었던 여운형과 기자 유해붕은 1936년 8월 13일 발행한 조선중앙일보 조간 4면에서 당시 베를린올림픽 남자마라톤에서 우승한 손기정과 동메달을 획득한 남승룡의 유니폼의 일장기 마크를 지운채로 기사를 내보낸다. 같은 날 여운형, 유해붕과 친밀한 관계였던 동아일보 기자 이길용은 조사부 이상범 화백에게 사진을 흐리게 처리해달라고 부탁해 일장기를 지운채로 기사를 내보낸다.  당시에는 사진의 전송 상태와 조악한 인쇄 품질로 인해 검열되지 않았다. 하지만 동아일보가 8월 25일 석간 2판에 다시 손기정의 일장기를 지운 사진을 실은 기사를 내보내자 조선총독부는 당일 동아일보의 발매를 중단시키고 관련자들을 연행했다.
이후 동아일보는 일제에 의해 8월 29일자부터 무기 정간 처분을 당하면서 1920년 4월 창간된 이래로 네 번째로 무기 정간이었다. 이 사건으로 동아일보의 송진우 사장, 김준연 주필, 설의식 편집국장 등이 사임하였다. 그리고 사회부의 현진건 부장과 이길용, 장용서, 조사부의 이상범 화백, 사진부의 신낙균, 백운선, 서영호 그리고 동아일보의 자매지인 월간 신동아에 전재한 책임으로 최승만 잡지부장 등 8명의 사원이 구속되어  40여 일의 고초를 겪은 끝에 ① 언론기관에 일절 참여 하지 않을 것 ② 시말서를 쓸 것 ③ 다른 사건이 있을 때에는 가중 처벌을 각오할 것 등의 서약서에 서명하고 풀려났다.
조선중앙일보는 이후 휴간에 들어갔으며, 재정난과 총독부 협력해 신문을 속간하려던 성원경과 이를 반대한 여운형과의 갈등 등으로 인해 1937년 11월 5일 발행 허가의 효력이 상실되어 폐간되었다.

## 같이 보기
- 1936년 하계 올림픽 육상 남자 마라톤
- 1932년 하계 올림픽 육상 남자 마라톤
- 조선중앙일보
- 동아일보
- 김은배

### 참고 문헌
- 장신 (2021). 《조선·동아일보의 탄생》. 경기도: 역사비평사. ISBN 9788976964403.

## 관련 문헌
- 최인진 (2007). 《손기정·남승룡 가슴의 일장기를 지우다 : 조선중앙일보·동아일보 일장기 말소 사건의 새로운 진실》. 서울: 신구문화사. ISBN 8976681355.
- 채백 (2008). 《사라진 일장기의 진실 : 일제 강점기 일장기 말소 사건 연구》. 서울: 커뮤니케이션북스. ISBN 9788984997226.